# Красень Джо
«Красень Джо» («Beautiful Joe») — американський кінофільм 2000 року, знятий режисером Стівеном Меткалфом, з Шерон Стоун і Біллі Конноллі у головних ролях.

## Сюжет
Мандрівний світом у пошуках щастя Джо якось натрапив на свою долю. Але на його біду нею виявився не заповітний синій птах, а чарівна Хаш — колишня стриптизерка, яка заробляє собі на життя сумнівним промислом і до того ж обтяжена дітьми. Однак це було лише початком «довгоочікуваних» змін у житті Джо. Невдовзі з'ясувалося, що Хаш заборгувала велику суму місцевому злочинному авторитету. Тепер Джо має здійснити небезпечну втечу з міста зі своєю новою коханою і вирушити в запаморочливу подорож Америкою. Нехай у ці немислимі пригоди, він і уявити не міг, які ще сюрпризи приготувала йому непередбачувана супутниця…

## У ролях
- Шерон Стоун — Еліс Мейсон на прізвисько Хаш
- Біллі Конноллі — Джо О'Коннор
- Ієн Голм — Джордж, бос мафії
- Гіл Беллоуз — Елтон
- Джерні Смоллетт — Вів'єн
- Діллон Моен — роль другого плану
- Джеймс Вулветт — роль другого плану
- Ей Сі Пітерсон — роль другого плану
- Денн Флорек — роль другого плану
- Шила Патерсон — роль другого плану
- Френк Сі Тернер — роль другого плану
- Джина К'яреллі — роль другого плану
- Коннор Уїддоуз — роль другого плану
- Норман Армор — роль другого плану
- Барбара Тайсон — Сільвія
- Бен Деррік — роль другого плану
- Кен Пог — роль другого плану
- Дін Пол Гібсон — роль другого плану
- Карен Елізабет Остін — роль другого плану
- Шеллі Адам — роль другого плану
- Майкл Роулінз — роль другого плану
- Хіро Канагава — роль другого плану
- Кен Шіміцу — роль другого плану
- Джонатан Макмартрі — роль другого плану
- Катріна Метьюз — роль другого плану
- Карла Будро — роль другого плану
- Джейн Совербі — роль другого плану
- Она Грауер — роль другого плану
- Ерін Райт — роль другого плану
- Карен Холнесс — роль другого плану
- Рон Смолл — роль другого плану
- Ерік Кінлейсайд — роль другого плану
- Роджер Крос — роль другого плану
- Бетті Філліпс — роль другого плану
- Ніколас В. Фон Цілль — роль другого плану
- Білл Еліот — роль другого плану
- Форбс Енгус — роль другого плану
- Карен Кемпбелл — роль другого плану
- Лорі Беккер — роль другого плану
- Квесі Амейоу — епізод
- Віктор Фаврін — епізод
- Джей Кей Сіммонс — епізод

## Знімальна група
- Режисер — Стівен Меткалф
- Сценарист — Стівен Меткалф
- Оператор — Томас Акерман
- Продюсери — Джейн Берклі, Чак Біндер, Фред Ф'юкс, Стівен Гафт, Шарон Гарель, Ханна Лідер, Майкл І Стіл, Ронна Б. Воллес, Мері Енн Вотерхаус
- Композитор — Джон Альтман